# 冷泉 (加利福尼亞州埃爾多拉多縣)
冷泉（英語：Cold Springs）是位於美國加利福尼亞州埃爾多拉多縣的一個人口普查指定地區。

## 地理
冷泉的座標為38°44′31″N 120°52′13″W / 38.74194°N 120.87028°W，而該地最高點為海拔高度368米（即1207英尺）。

## 人口
根據2010年美國人口普查的數據，冷泉的面積為1.957平方千米，當中陸地面積為1.957平方千米，而水域面積為0.000平方千米。當地共有人口446人，而人口密度為每平方千米227人。